# Cryphodera
Cryphodera är ett släkte av rundmaskar. Cryphodera ingår i familjen Heteroderidae.
Kladogram enligt Catalogue of Life:
| Cryphodera | \| \| Cryphodera coxi \| \| \| \| \| \| Cryphodera nothofagi \| \| \| \| \| \| Cryphodera podocarpi \| \| \| \| |
|            | \| \| Cryphodera coxi \| \| \| \| \| \| Cryphodera nothofagi \| \| \| \| \| \| Cryphodera podocarpi \| \| \| \| |
|            | Dolichodorus |
|            | |
|            | Globodera |
|            | |
|            | Heterodera |
|            | |
|            | Hylonema |
|            | |
|            | Meloidodera |
|            | |
|            | Meloidogyne |
|            | |
|            | Cryphodera coxi                                                                                                 |
|            | |
|            | Cryphodera nothofagi                                                                                            |
|            | |
|            | Cryphodera podocarpi                                                                                            |
|            | |

|  | Cryphodera coxi      |
|  |                      |
|  | Cryphodera nothofagi |
|  |                      |
|  | Cryphodera podocarpi |
|  |                      |